# Alrø (eiland)
Alrø is een eiland in Denemarken, in het Horsens Fjord aan de oostkant van Jutland.
Het heeft 160 inwoners. Het hoogste punt ligt 15 meter boven zeeniveau. Het eiland is bewoond sinds de stenen tijdperk. Aan de noordelijke oever is het verbonden met een 1 km lange dam die op 10 juni 1931 werd geopend. In de zomer is er een veerboot voor fietsen vanaf Snaptun.
Sinds 1970 valt Alrø onder de gemeente Odder.